# Forma diferencial compleja
En matemáticas, una forma diferencial compleja es una forma diferencial en una variedad (normalmente una variedad compleja) a la que se le permite tener coeficientes complejos.
Las formas complejas tienen muchas aplicaciones en geometría diferencial. En las variedades complejas, son fundamentales y sirven de base para gran parte de la geometría algebraica, la geometría de Kähler y la teoría de Hodge. En las variedades no complejas, también desempeñan un papel en el estudio de la estructura cuasi-compleja, la teoría de los espinores y la estructura CR.
Típicamente, las formas complejas se consideran debido a alguna descomposición deseable que las formas admiten.  En una variedad compleja, por ejemplo, cualquier forma compleja k puede descomponerse unívocamente en una suma de las llamadas (p, q)-formas: aproximadamente, cuñas de p diferenciales de las coordenadas holomorfas con q diferenciales de sus conjugados complejos.  El conjunto de formas (p,q) se convierte en el objeto primitivo de estudio, y determina una estructura geométrica más fina en la variedad que las formas k.  Existen estructuras aún más finas, por ejemplo, en los casos en que se aplica la teoría de Hodge.

## Formas diferenciales en una variedad compleja
Supongamos que M es una variedad compleja de dimensión compleja n.  Luego hay un sistema de coordenadas local que consiste en n funciones de valor complejo z1,...,zn tales que las transiciones de coordenadas de un parche a otro son función holomorfas de estas variables.  El espacio de formas complejas lleva una estructura rica, dependiendo fundamentalmente del hecho de que estas funciones de transición son holomorfas, en lugar de solo suave.

### Formas únicas
Comenzamos con el caso de las formas únicas.  Primero descomponer las coordenadas complejas en sus partes reales e imaginarias: zj=xj+iyj para cada j.  Dejar
{\displaystyle {\text{d}}z^{j}={\text{d}}x^{j}+i{\text{d}}y^{j},\quad {\text{d}}{\bar {z}}^{j}={\text{d}}x^{j}-i{\text{d}}y^{j},}
uno ve que cualquier forma diferencial con coeficientes complejos se puede escribir únicamente como una suma
{\displaystyle \sum _{j=1}^{n}\left(f_{j}{\text{d}}z^{j}+g_{j}{\text{d}}{\bar {z}}^{j}\right).}
Sea Ω1,0 el espacio de formas diferenciales complejas que contienen solo {\displaystyle dz} y Ω0,1 ser el espacio de formas que contienen solo {\displaystyle d{\bar {z}}}.  Se puede demostrar, mediante las ecuaciones de Cauchy-Riemann, que los espacios Ω1,0 y Ω0,1 son estables bajo cambios de coordenadas holomorfas.  En otras palabras, si uno hace una elección diferente wi del sistema de coordenadas holomorfas, entonces los elementos de Ω1,0 transforman tensorially, al igual que los elementos de Ω0,1.  Así, los espacios Ω0,1 y Ω1,0 determinan complejos fibrado vectorials en la variedad compleja.

### Formas de grado superior
El producto exterior de las formas diferenciales complejas se define de la misma manera que con las formas reales. Sea p y q un par de enteros no negativos ≤ n.   El espacio Ωp,q de (p,q)-formas se define tomando combinaciones lineales de los productos de cuña de los elementos p de Ω1,0 y q de Ω0,1.  Simbólicamente
{\displaystyle \Omega ^{p,q}=\underbrace {\Omega ^{1,0}\wedge \dotsb \wedge \Omega ^{1,0}} _{p{\text{ times}}}\wedge \underbrace {\Omega ^{0,1}\wedge \dotsb \wedge \Omega ^{0,1}} _{q{\text{ times}}}}
donde hay factores p de Ω1,0 y factores q de Ω0,1.  Al igual que con los dos espacios de 1-formas, estos son estables bajo cambios holomorfos de coordenadas, y por lo tanto determinan haces vectoriales.
Si Ek es el espacio de todas las formas diferenciales complejas de grado total k, entonces cada elemento de Ek puede expresarse de una manera única como una combinación lineal de elementos de entre los espacios Ωp, q con p+q=k.  Más sucintamente, hay una descomposición suma directa
{\displaystyle E^{k}=\Omega ^{k,0}\oplus \Omega ^{k-1,1}\oplus \dotsb \oplus \Omega ^{1,k-1}\oplus \Omega ^{0,k}=\bigoplus _{p+q=k}\Omega ^{p,q}.}
Debido a que esta descomposición de suma directa es estable bajo cambios de coordenadas holomorfas, también determina una descomposición de fibrado vectorial.
En particular, para cada k y cada p y q con p+q=k, hay una proyección canónica de haces vectoriales
{\displaystyle \pi ^{p,q}:E^{k}\rightarrow \Omega ^{p,q}.}

### Los operadores de Dolbeault
La derivada exterior habitual define un mapeo de secciones {\displaystyle {\text{d}}:\Omega ^{r}\to \Omega ^{r+1}} como:
{\displaystyle {\text{d}}(\Omega ^{p,q})\subseteq \bigoplus _{r+s=p+q+1}\Omega ^{r,s}}
La derivada exterior no refleja por sí misma la estructura compleja más rígida del colector.
Utilizando {\displaystyle {\text{d}}} y las proyecciones definidas en la subsección anterior, es posible definir los operadores de Dolbeault:
{\displaystyle \partial =\pi ^{p+1,q}\circ d:\Omega ^{p,q}\rightarrow \Omega ^{p+1,q},\quad {\bar {\partial }}=\pi ^{p,q+1}\circ d:\Omega ^{p,q}\rightarrow \Omega ^{p,q+1}}
Para describir estos operadores en coordenadas locales, dejemos
{\displaystyle \alpha =\sum _{|I|=p,|J|=q}\ f_{IJ}\,dz^{I}\wedge d{\bar {z}}^{J}\in \Omega ^{p,q}}
donde I y J son multiíndices. Entonces
{\displaystyle \partial \alpha =\sum _{|I|,|J|}\sum _{\ell }{\frac {\partial f_{IJ}}{\partial z^{\ell }}}\,dz^{\ell }\wedge dz^{I}\wedge d{\bar {z}}^{J}}
{\displaystyle {\bar {\partial }}\alpha =\sum _{|I|,|J|}\sum _{\ell }{\frac {\partial f_{IJ}}{\partial {\bar {z}}^{\ell }}}d{\bar {z}}^{\ell }\wedge dz^{I}\wedge d{\bar {z}}^{J}.}
Se ve que se cumplen las siguientes propiedades:
{\displaystyle d=\partial +{\bar {\partial }}}
{\displaystyle \partial ^{2}={\bar {\partial }}^{2}=\partial {\bar {\partial }}+{\bar {\partial }}\partial =0.}
Estos operadores y sus propiedades son la base de la cohomología de Dolbeault y de muchos aspectos de la teoría de Hodge.
En un dominio estrellado de una variedad compleja los operadores de Dolbeault tienen operadores homotópicos duales que resultan del desdoblamiento del operador de homotopía para {\displaystyle {\text{d}}}. Se trata de un contenido del lema de Poincare en la variedad compleja.